# پیک راستان
پیک راستان نام سریال ایرانی به کارگردانی اکبر خواجویی، تهیه‌کنندگی حسن اکلیلی و محصول سال ۱۳۸۹–۱۳۹۰ است. نخستین قسمت این سریال ۱۶ قسمتی، اولین بار در روز ۱۳ شهریور ۱۳۹۰ از شبکه سه صدا و سیمای ایران پخش شد. این سریال در نوروز ۱۳۹۱ نیز بازپخش شد. پیک راستان، آخرین مجموعهٔ تلویزیونی است که اکبر خواجویی، پیش از درگذشتش کارگردانی کرد.

## خلاصه داستان
در خلاصه داستان سریال آمده‌است: زوج نویسنده‌ای در شب مراسم ازدواجشان با سفارش فیلمنامه‌ای با بخش‌های صله رحم، گذشت، امانتداری و… مواجه می‌شوند که این موضوع تأثیرات زیادی در زندگی مشترکشان می‌گذارد و تصمیم می‌گیرند آغازین روزهای زندگیشان را با نگارش این فیلمنامه سپری نمایند و…

## بازیگران
در این مجموعه تلویزیونی از بازیگران اصفهانی با لهجه شهر اصفهان استفاده شده‌است که از آن میان می‌توان به بازیگران زیر اشاره کرد: 
- حسن اکلیلی
- مهران هادی
- الهام طهموری
- سعید یار‌دوستی
- رضا ناطقیان
- فاضل فاضلی پارسا
- بیژن رافعی
- الهام رضایی
- آذرمیدخت عزیزی
- صالح خواجویی

## موسیقی سریال
موسیقی متن و تیتراژ سریال تلویزیونی پیک راستان، اثر محمدمهدی گورنگی است. خوانندهٔ تیتراژ پایانی، علیرضا فرد و ترانه‌سرای آن ترانه مکرم است.